# Allamanda cathartica
Allamanda cathartica, llamada jazmín de Cuba, copa de oro, trompeta amarilla o flor de mantequilla, es una especie vegetal de la familia Apocynaceae. Es nativa de Brasil. Está citada en Flora Brasiliensis de Carl F. P. von Martius.

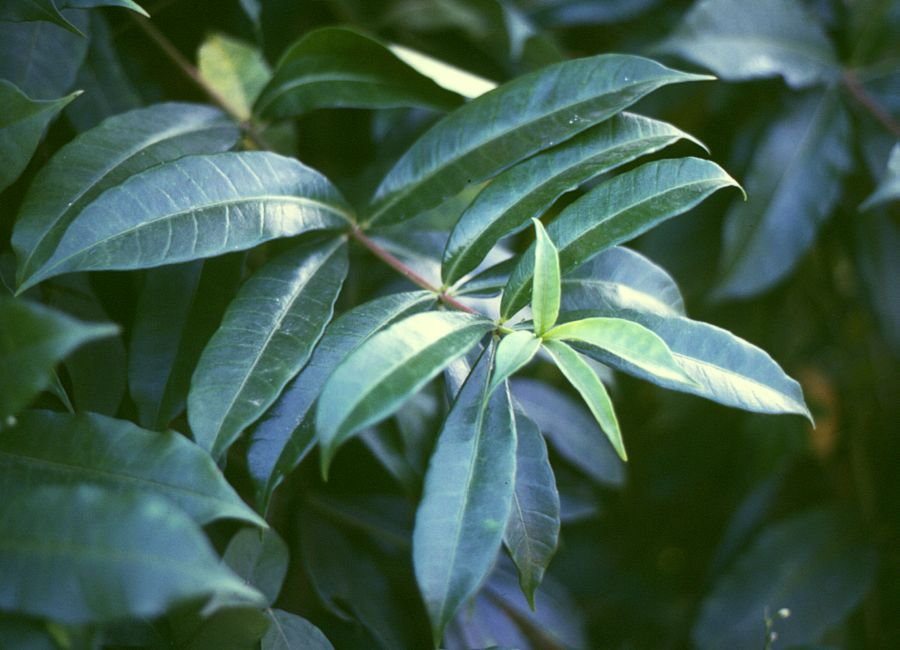
Hojas.

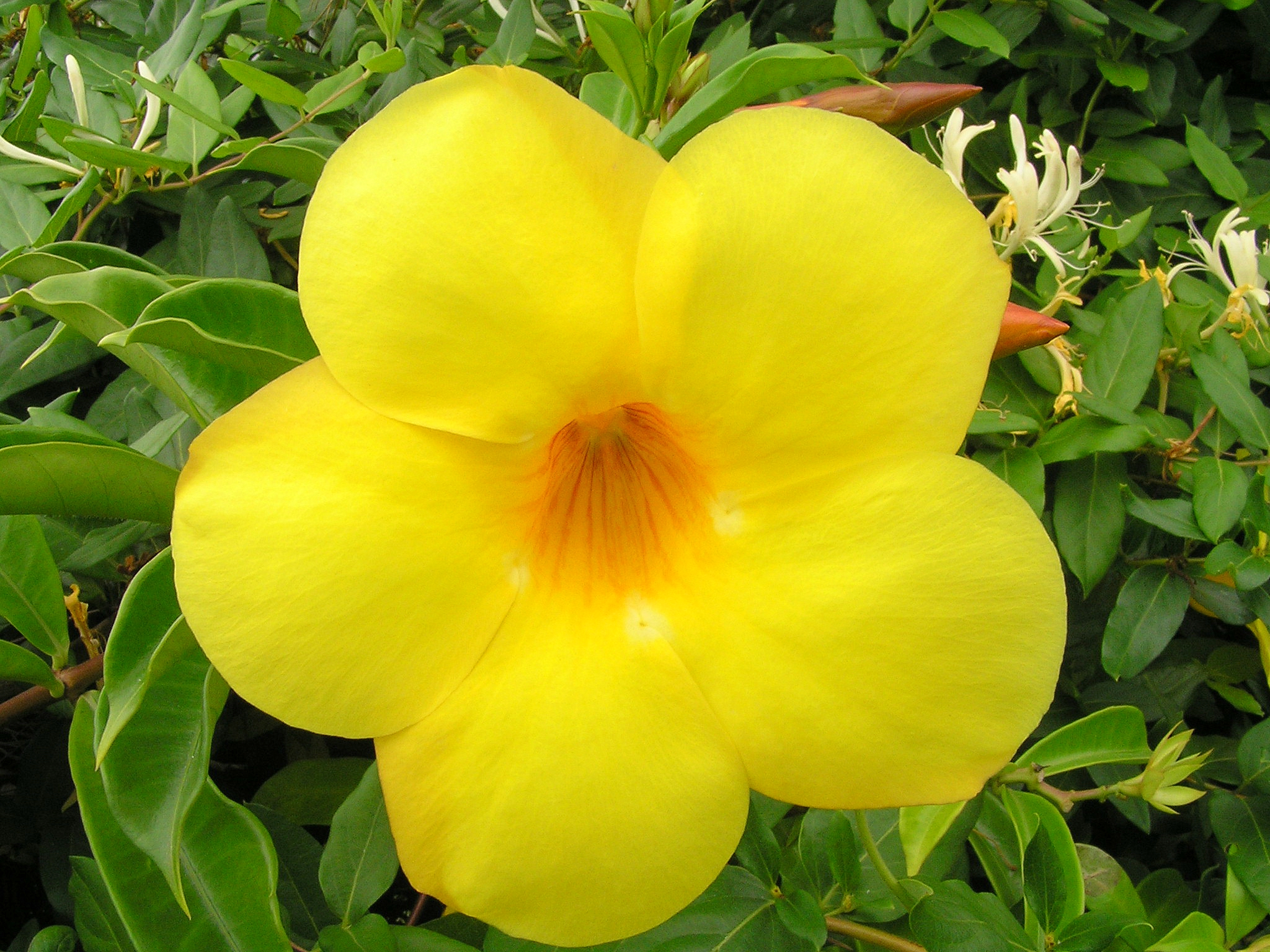
Flor.

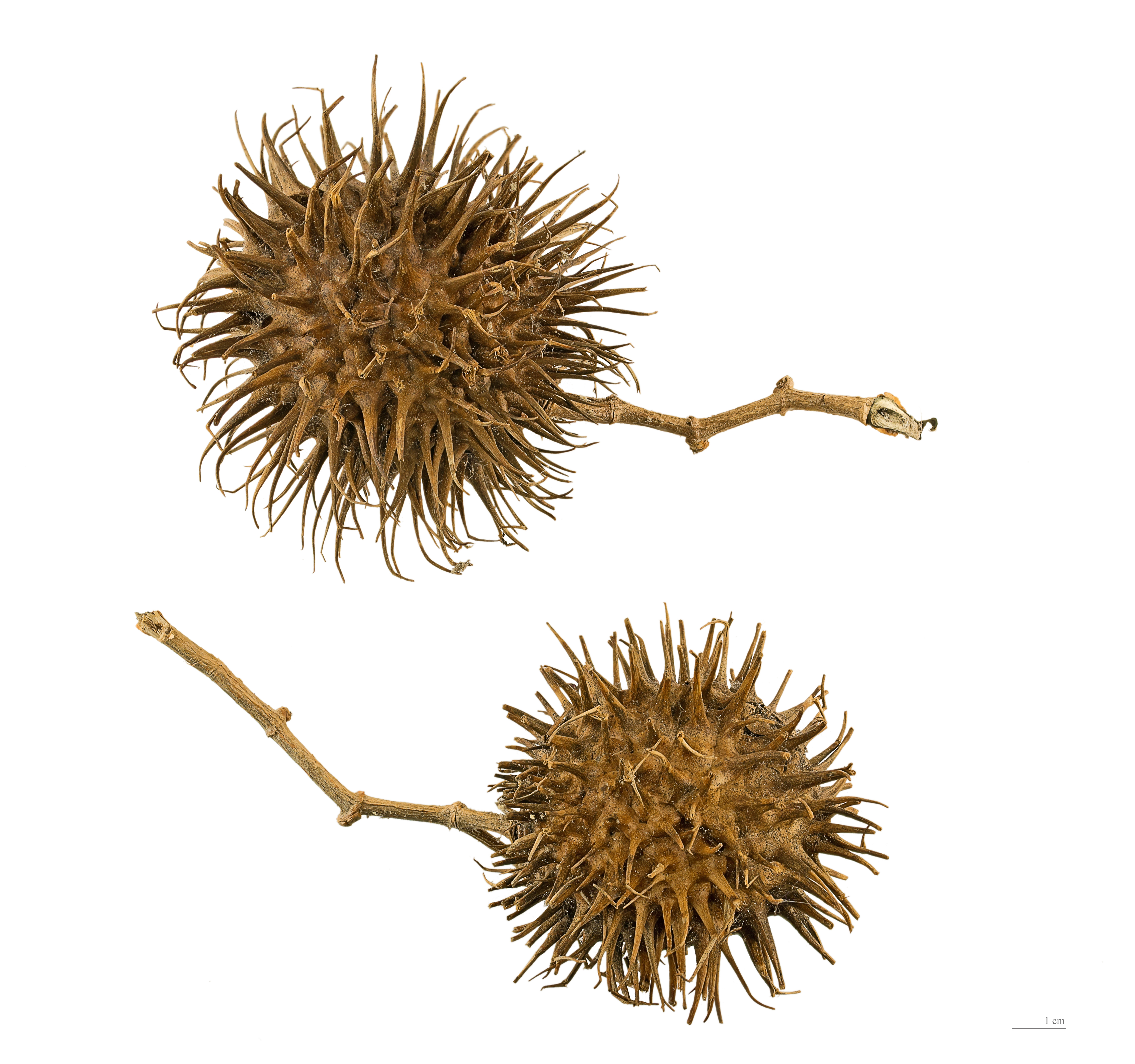
Cápsula de Allamanda cathartica

## Descripción
Son bejucos o arbustos trepadores. Hojas verticiladas, oblanceoladas a obovado-elípticas, 3–15 cm de largo y 1.5–5 cm de ancho, ápice acuminado, base cuneada. Inflorescencia racemosa, con flores amarillas; sépalos ovados, foliáceos, 5–10 mm de largo; corola ampliamente campanulada encima de un tubo basal angosto, hasta 12 cm de largo; anteras aglutinadas al estigma; ovario sincárpico. Fruto cápsula ligeramente aplanada, elipsoide, hasta ca 7 cm de largo, espinosa; semillas planas, secas, con un ala concéntrica gruesa.

## Distribución
Ampliamente cultivada y también naturalizada, especialmente en áreas pantanosas a lo largo de la costa atlántica; a una altitud de 0–700 m; fl durante todo el año, fr abr, jul, oct; nativa del este de Sudamérica pero ampliamente cultivada y más o menos naturalizada en todos los trópicos.

## Propiedades
Toda la planta contiene un látex blanco cáustico. Las hojas contienen triterpenos esterificado, el pluméricina, la isopluméricina, ácido ursólico, de β-amirina y β-sitosterol. Las raíces contienen lactonas iridoides (allamandina y allandina allamandicina) y lactonas triterpénicas (fluvoplumeirina, pluméricina etc.). La flor contiene flavonoides ( quercetina y kaempferol ).

## Usos
Cultivos ornamentales
Tiene un crecimiento vigoroso que puede alcanzar varios metros. Se utiliza para formar setos espectaculares y coloridas y hermosas flores de color amarillo brillante.
El olor que desprende es afrutado y delicado. La planta no tolera la sombra, heladas, o suelo sucio o alcalino. Aparte de estas restricciones, es una planta resistente que crecerá rápidamente en las condiciones adecuadas. Al cortarla, toma aún más fuerza.
Se ha extendido en todas las zonas tropicales del mundo. Se ve a menudo junto a los caminos o se utiliza para cubrir superficies de tierra o paredes. En algunas zonas se considera incluso planta invasora y plaga (por ejemplo, en el estado de Queensland, Australia).
Entrevista: Un montón de riego ligero y frecuente (2 a 3 veces por semana) en agua blanda. Posiblemente rociar el follaje durante la temporada de calor y proporcionar fertilizante cada 15 días. En las zonas templadas, invierno, protección contra heladas, reducir la frecuencia de riego y la poda antes del regreso de la estación cálida.
Medicinales
En Colombia, el látex se utiliza como  vomitivo y vermífugo. En Cuba, la infusión de hoja se ha utilizado como emético y purgante.
Toda la planta  causa irritación de la piel y es cáustico para los ojos. La ingestión causa náuseas, vómitos y sequedad.
El extracto de raíces y las hojas provoca hipotensión.
El extracto acuoso  facilita la cicatrización de la herida.

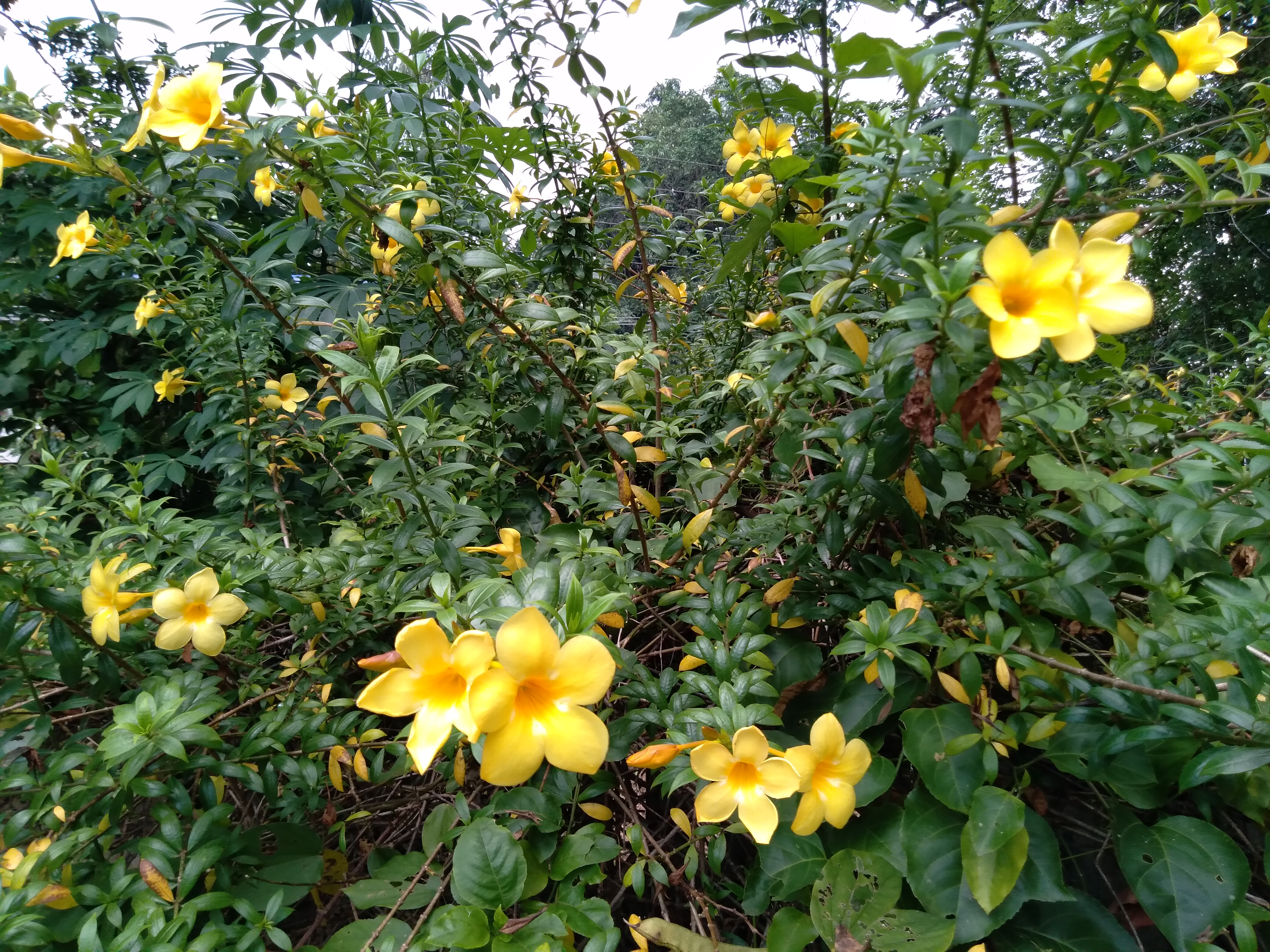
Allamanda cathartica-vegetal

## Taxonomía
Allamanda angustifolia fue descrita por Carlos Linneo y publicado en Mantissa Plantarum 2: 214–215. 1771.
Etimología
El género Allamanda fue nombrado en honor del botánico suizo  Dr. Frédéric-Louis Allamand (1735-1803), a finales del siglo XVIII.
cathartica: epíteto latino que significa "purgativo".
Sinonimia
- Orelia grandiflora Aubl. (1775), nom. illeg.
- Allamanda grandiflora (Aubl.) Lam. (1798), nom. illeg.
- Echites salicifolius Willd. ex Roem. & Schult. (1819).
- Allamanda aubletii Pohl (1827).
- Allamanda linnaei Pohl (1827).
- Allamanda latifolia C.Presl (1845).
- Allamanda schottii Hook. (1848), nom. illeg.
- Allamanda hendersonii W.Bull ex Dombr. (1866).
- Allamanda wardleyana Lebas (1877).
- Allamanda williamsii auct. (1891).
- Echites verticillatus Sessé & Moc. (1893).[6]